# Slade Pearce
Slade Austin Pearce (* 7. Oktober 1995 in Arlington, Texas) ist ein US-amerikanischer Schauspieler, der vor allem als Kinderdarsteller internationale Bekanntheit erlangte.

## Leben und Karriere
Slade Pearce wurde am 7. Oktober 1995 in der texanischen Stadt Arlington geboren und begann um das Jahr 2003 seine Schauspielkarriere in Film und Fernsehen. So wurde er in diesem Jahr in Hanelle Culpeppers Kurzfilm Six and the City sowie in einer Episode von Hope and Faith eingesetzt. Zum ersten Mal in einer größeren Rolle kam er im Jahre 2005 zum Einsatz, als er in Raja Gosnells Komödie Deine, meine & unsere in der Rolle des Mick North eingesetzt wurde. Für seine Leistung im Film wurde er 2006 zusammen mit Drake Bell, Dean Collins, Miranda Cosgrove, Jennifer Habib, Jessica Habib, Miki Ishikawa, Lil’ JJ, Tyler Patrick Jones, Brecken Palmer, Bridger Palmer, Danielle Panabaker, Ty Panitz, Haley Ramm, Nicholas Roget-King und Andrew Vo für einen Young Artist Award in der Kategorie „Beste Besetzung in einem Spielfilm“ nominiert; das Nachwuchsensemble konnte den Preis jedoch in weiter Folge nicht gewinnen. In der deutschsprachigen Synchronfassung des Films wurde ihm die Stimme von Leonard Walenta geliehen, während Marlon Flechtner Pearces deutsche Stimme in der einen Episode von Crossing Jordan – Pathologin mit Profil, in der er im Jahr 2005 ebenfalls in Erscheinung trat. Zu seiner Bekanntheit trug unter anderem auch der Film Air Buddies – Die Welpen sind los aus dem Jahre 2006 bei. Hier war er gar in der Hauptrolle des Noah Framm zu sehen und konnte auf diesen weiteren Durchbruch als Nachwuchsdarsteller auch in den darauffolgenden Jahren anschließen. So kam er 2007 nicht nur zu einem Gastauftritt in der Fox-Serie Dr. House, sondern wurde auch in die Nebenrolle des Sam Daniels in die ABC-Serie October Road gecastet. In dieser Rolle sah man ihn in allen 19 produzierten Episoden; seine Stimme in der deutschsprachigen Fassung war hierbei Julian Carus. Für sein Engagement wurde er bei den Young Artist Awards 2008 für einen Young Artist Award in der Kategorie „Bester Nebendarsteller in einer Fernsehserie“ nominiert und ging in dieser Kategorie als Sieger hervor.
2008 übernahm Slade Pearce eine Gastrolle in Ghost Whisperer – Stimmen aus dem Jenseits und war zudem in einem Werbespot für den US-Konzern Walmart zu sehen. Pearces deutsche Stimme in Ghost Whisperer übernahm Constantin Andree, seines Zeichens eine der frühen Feststimmen von Tyler James Williams. Ein Jahr später folgten für den jungen Texaner neben einem Gastauftritt in einer Folge von Criminal Minds und einem Auftritt in Zach Creggers und Trevor Moores Komödie Miss March, als er eine jüngere Version des von Cregger dargestellten Charakter des Eugene Bell mimte, auch ein Auftritt in einem Kurzfilm der Untitled Sketch Group auf der mit zwei Emmys prämierten Webpräsenz Funny or Die. Daraufhin kam er im Jahre 2010 zu einer Nebenrolle in Tranced von David M. Evans und zu einer weiteren Nebenrolle in Glamour Girl im Pferdestall von Regisseur Peter Skillman Odiorne im darauffolgenden Jahr 2011. Für die Rolle des Ben wurde ihm in der deutschsprachigen Synchronfassung von Tim Schwarzmaier die Stimme geliehen. Nach einem abermaligen Seriengastauftritt, diesmal in der Mystery-Fernsehserie Touch, im Jahre 2012, wurde er im nachfolgenden Jahr in zwei Kurzfilmen eingesetzt. In Christopher Bradleys The Violation sah man ihn in der Hauptrolle des Mickey Dougherty; in Love Thy Neighbor von Mika Boorem sah man ihn als Filmsohn von Saxon Trainor. Danach wurde es weitgehend ruhig um den jungen Schauspieler, der erst wieder im Jahre 2016 zurück auf die Bildschirm kehrte. Hierbei sah man ihn in der DVD-Produktion Boys on Film 14: Worlds Collide, dem 14. Teil einer DVD-Reihe mit homosexueller Thematik, abermals in seiner Rolle als Mickey Dougherty im Segment The Violation. Außerdem spielte er im Drama The Trigger, einer weiteren Produktion von Christopher Bradley, die Hauptrolle des Erik Coyle. Letztgenannter Film wurde bis dato (Stand: 5. Mai 2016) noch nicht veröffentlicht und befindet sich zum Zeitpunkt in der Postproduktion. Die Premiere des Films ist für den 19. Mai 2016 in den Vereinigten Staaten geplant.

## Filmografie
Filmauftritte (auch Kurzauftritte)
- 2003: Six and the City (Kurzfilm)
- 2005: Deine, meine & unsere (Yours, Mine and Ours)
- 2006: Air Buddies – Die Welpen sind los (Air Buddies)
- 2009: Miss March
- 2009: Kurzfilm der Untitled Sketch Group auf Funny or Die
- 2010: Tranced
- 2011: Glamour Girl im Pferdestall (The Greening of Whitney Brown)
- 2013: The Violation (Kurzfilm)
- 2013: Love Thy Neighbor (Kurzfilm)
- 2016: Boys on Film 14: Worlds Collide – Segment The Violation
- 2016: The Trigger

Serienauftritte (auch Gast- und Kurzauftritte)
- 2003: Hope and Faith (Hope & Faith) (eine Folge)
- 2005: Crossing Jordan – Pathologin mit Profil (Crossing Jordan) (eine Folge)
- 2007: Dr. House (House, M.D.) (eine Folge)
- 2007–2008: October Road
- 2008: Ghost Whisperer – Stimmen aus dem Jenseits (Ghost Whisperer) (eine Folge)
- 2009: Criminal Minds (eine Folge)
- 2012: Touch (eine Folge)

## Nominierungen und Auszeichnungen

### Nominierungen
- 2006: Young Artist Award in der Kategorie „Beste Besetzung in einem Spielfilm“ zusammen mit Drake Bell, Dean Collins, Miranda Cosgrove, Jennifer Habib, Jessica Habib, Miki Ishikawa, Lil’ JJ, Tyler Patrick Jones, Brecken Palmer, Bridger Palmer, Danielle Panabaker, Ty Panitz, Haley Ramm, Nicholas Roget-King und Andrew Vo für ihr Engagement in Deine, meine & unsere[1]

### Auszeichnungen
- 2008: Young Artist Award in der Kategorie „Bester Nebendarsteller in einer Fernsehserie“ für sein Engagement in October Road[2]